# Axios (site web)
Pour les articles homonymes, voir Axios.
Axios (stylisé en ΛXIOS) est un site web d'information américain basé dans le comté d'Arlington, en Virginie. Il a été fondé en 2016 et lancé l'année suivante par les anciens journalistes de Politico Jim VandeHei (en), Mike Allen et Roy Schwartz. Le nom du site est basé sur le mot grec ἄξιος (áxios), qui signifie méritoire.
Les articles d'Axios sont généralement brefs et factuels ; la plupart ont moins de 300 mots et utilisent des puces pour être plus faciles à lire. En plus des articles d'actualité, Axios produit des infolettres quotidiennes et hebdomadaires spécifiques à des secteurs d'activité (notamment Axios AM de Mike Allen, qui succède à son populaire bulletin Playbook pour Politico), et deux podcasts quotidiens.

## Histoire
Jim VandeHei (en) a conçu Axios comme un « mélange de The Economist et de Twitter ». Axios couvrait initialement le monde des affaires, la politique, la technologie, la santé et les médias. VandeHei a déclaré qu'Axios se concentrerait sur la « collision entre la technologie et des domaines tels que la bureaucratie, la santé, l'énergie et les infrastructures de transport ». Lors du lancement, Nicholas Johnston, ancien rédacteur en chef chez Bloomberg LP, a été nommé rédacteur en chef.
À l'été 2016, Axios a obtenu 10 millions de dollars lors d'un tour de financement dirigé par Lerer Hippeau Ventures. Parmi les bailleurs de fonds figurent le partenaire média NBC News, Emerson Collective de Laurene Powell Jobs, Greycroft Partners (en), ainsi que David et Katherine Bradley, propriétaires d'Atlantic Media (en). La société a aussi levé 30 millions de dollars en novembre 2017,. Axios génère des revenus grâce à de courtes publicités natives et des bulletins d'information sponsorisés, et a gagné plus de 10 millions de dollars de revenus au cours de ses sept premiers mois. Ses annonceurs comprennent Exxon Mobil et Koch Industries.
En janvier 2017, Axios a embauché en tant que vice-président exécutif Evan Ryan (en), la secrétaire d'État adjointe aux affaires éducatives et culturelles et une ancienne collaboratrice du vice-président Joe Biden. En mars 2017, la société comptait 60 employés, dont 40 travaillant à la rédaction. Axios a reçu 6 millions de visiteurs en septembre 2017, selon ComScore. En novembre 2017, Axios a déclaré avoir 200 000 abonnés à 11 lettres d'information, avec un taux d'ouverture moyen de 52 %. Le même mois, elle a annoncé utiliser un nouvel investissement de 20 millions de dollars pour approfondir l'analyse des données, développer de nouveaux produits, accroître son audience et augmenter son effectif de 89 à 150 personnes.
En mars et avril 2019, le HuffPost et Wired montrent qu'Axios avait payé une entreprise pour améliorer sa réputation en modifiant les articles de Wikipédia sur Axios et Jonathan Swan (en),.
En juillet 2020, pendant la pandémie de COVID-19, Axios a reçu 4,8 millions de dollars de prêts fédéraux du Programme de protection des salaires (Paycheck Protection Program). La compagnie a par la suite rendu l'argent, VandeHei expliquant que les prêts étaient devenus « politiquement polarisants ». En septembre 2020, le Wall Street Journal a rapporté qu'Axios était en passe d'être rentable « malgré la tourmente économique découlant du coronavirus qui a entraîné de vastes licenciements et des réductions de salaire dans de nombreux médias ».
En mai 2021, le Wall Street Journal a rapporté que les discussions de fusion entre Axios et The Athletic (en) avaient pris fin, The Athletic ayant opté pour un accord avec le New York Times.
En janvier 2022, la société a annoncé Axios Local, un projet qui vise à « apporter des informations locales intelligentes, modernes et dignes de confiance à chaque communauté aux États-Unis » en fournissant une plateforme pour les contributeurs locaux. L'annonce faisait état d'un déploiement immédiat dans 14 villes, puis d'un élargissement à 25 villes grandes villes américaines d'ici la mi-2022.

## Contenu
Le contenu d'Axios est conçu pour les plateformes numériques, telles que Facebook et Snapchat, ainsi que pour son propre site web. Les journalistes ont fait des apparitions dans les journaux télévisés de NBC News et MSNBC grâce à un accord avec NBC. Son partenariat avec NBC Universal a permis de présenter le cofondateur Mike Allen dans l'émission Morning Joe de MSNBC,. Le contenu est distribué via des bulletins d'information couvrant la politique, la technologie, les soins de santé et d'autres sujets. Parmi les bulletins d'information, il y a un rapport quotidien rédigé par Allen, qui était auparavant l'auteur du bulletin d'information Playbook de Politico. Les articles types ont moins de 300 mots.
En 2018, le magazine littéraire n+1 (en) cite Axios comme un exemple de nouveau style d'écriture qui « est simultanément prudent et strident, discret et déclaratif » afin de plaire aux lecteurs impatients, ajoutant qu' « Axios, dont le nom est un croisement entre un entrepreneur de la défense et un déodorant agressif pour hommes, s'est débarrassé de tout sauf des thèses et des points clé »,. Selon une étude de 2020 de la Fondation Knight, Axios est généralement lu par un public modéré, penchant légèrement vers la gauche.

### Axiossur HBO
Une série documentaire basée sur les reportages du site web, également intitulée Axios (parfois désambiguïsée sous le nom d’Axios on HBO), a débuté sur HBO aux États-Unis et à l'international le 4 novembre 2018. Le programme présentait principalement des entretiens avec des personnalités politiques et du monde des affaires qui font l'actualité et était une coproduction d'Axios Media, HBO Documentary Films et Downtown Community Television Center (en). Initialement diffusée le dimanche soir par blocs de quatre semaines consécutives une ou deux fois par an, l'émission est passée temporairement à une production bihebdomadaire à l'année, diffusée le lundi soir, en avril 2020, avant de revenir à son horaire précédent en 2021. Après 57 épisodes, Axios sur HBO a pris fin définitivement le 12 décembre 2021,.